# Роули, Джек
Джон Фре́дерик Ро́ули (англ. John Frederick Rowley; 7 октября 1918, Вулвергемптон, Стаффордшир — 28 июня 1998, Шо-энд-Кромптон, Олдем), более известный как Джек Ро́ули (англ. Jack Rowley) — английский футболист, нападающий, один из легендарных игроков английского клуба «Манчестер Юнайтед». С 211 голами занимает четвёртое место в списке лучших бомбардиров в истории «Манчестер Юнайтед».
Выступал на позициях правого и левого инсайда, центрфорварда и левого крайнего нападающего. Обладал «смертоносной» левой ногой, благодаря которой получил прозвище «Артиллерист» (англ. The Gunner).

## Клубная карьера
Уроженец Вулвергемптона, Джек Роули выступал за юношеский состав местного клуба «Вулверхэмптон Уондерерс», но в основной команде «волков» так и не сыграл. В 1937 году перешёл в «Борнмут энд Боском Атлетик», где забил 10 мячей в первых 11 матчах, выступая на позиции левого крайнего нападающего. Всего за «Борнмут» он забил 12 мячей в 22 матчах. Во время выступлений за «Борнмут» Джек привлёк внимание Джеймса Уильяма Гибсона, председателя клуба «Манчестер Юнайтед», часто посещавшего южное побережье. В итоге в октябре 1937 года «Манчестер Юнайтед» приобрёл Джека Роули за 3000 фунтов. Он дебютировал за «Юнайтед» 23 октября 1937 года в матче Второго дивизиона против «Шеффилд Уэнсдей». В своём дебютном матче Роули не забил и был выведен из основного состава до декабря. 4 декабря того же года получил ещё один шанс, попав в основной состав на игру против «Суонси Сити» и прекрасно воспользовался предоставленным шансом, забив 4 гола в ворота соперника. Всего в сезоне 1937/38 забил 9 мячей, а «Юнайтед» по его итогам вернулся в Первый дивизион Футбольной лиги. В сезоне 1938/39 Роули забил 10 мячей в 39 матчах и помог своей команде остаться в высшем дивизионе, финишировав на 14-м месте. Следующий сезон был прерван из-за начала Второй мировой войны.
В военное время Джек Роули проходил службу в полку Южного Стаффордшира (South Staffordshire regiment). Принял участие в высадке в Нормандии. Параллельно продолжал, по возможности, играть за «Манчестер Юнайтед» в военных турнирах. Также выступал в качестве гостевого игрока военного времени за «Вулверхэмптон Уондерерс», «Олдершот», «Белфаст Дистиллери», «Фолкстон», «Шрусбери Таун» и «Тоттенхэм Хотспур». Футбольная сборная Британской армии в военное время проводила матчи во Франции, а также в Сирии, Египте, Палестине и Бельгии. Роули присутствовал в этих сборных, однако пропустил большую часть собственно футбольных матчей: сначала он заболел дизентерией, а в 1945 году был госпитализирован с симптомами лихорадки паппатачи. В армейской футбольной сборной Джек впервые встретил своего будущего тренера в «Манчестер Юнайтед», ещё молодого Мэтта Басби.
После возобновления официальных турниров в Англии продолжил выступать в «Юнайтед». В сезоне 1946/47 забил за «Юнайтед» 28 мячей, а его команда заняла в чемпионате второе место. В следующем сезоне помог своей команде выиграть Кубок Англии, забив два мяча в финальном матче против знаменитого «Блэкпула», в составе которого играли легендарные футболисты Стэнли Мэтьюз и Стэн Мортенсен.
В послевоенный период Роули был лучшим бомбардиром клуба в шести сезонах из семи. После ухода из клуба Чарли Миттена Роули занял его место на левом фланге атаки, также играл на позиции центрфорварда. В сезоне 1951/52 Роули забил за команду 30 мячей в лиге и помог «Манчестер Юнайтед» выиграть чемпионский титул (третий чемпионский титул в истории клуба и первый после 41-летнего перерыва). В последней игре сезона 26 апреля 1952 года «Юнайтед» разгромил своего ближайшего преследователя, лондонский «Арсенал», со счётом 6:1 (Роули сделал хет-трик) и гарантировал себе чемпионский титул.
В общей сложности за «Манчестер Юнайтед» Джек провёл 424 матча и забил 211 голов (один из четырёх — наряду с Уэйном Руни, Бобби Чарльтоном и Денисом Лоу — игроков «Юнайтед», забивших за клуб более 200 голов), в том числе 8 хет-триков, 3 «покера» (против «Суонси Сити» 4 декабря 1937 года, против «Чарльтон Атлетик» 30 августа 1947 года и против «Хаддерсфилд Таун» 8 ноября 1947 года) и 1 «пента-трик» (против «Йовил Таун» 12 февраля 1949 года).
В феврале 1955 года Джек перешёл в «Плимут Аргайл», где стал играющим тренером. Забил за клуб 15 мячей в 58 матчах. В мае 1957 года он окончательно завершил карьеру футболиста, но продолжил оставаться главным тренером «Плимута».

## Карьера в сборной
Джек Роули провёл 6 матчей за сборную Англии с 1948 по 1952 годы, забив 6 мячей. Дебютировал в составе сборной 2 декабря 1948 года, забив гол с расстояния 35 ярдов в ворота сборной Швейцарии на стадионе «Хайбери». 16 ноября 1949 года забил 4 мяча в ворота сборной Ирландии.

### Список матчей за сборную Англии
| № | Дата           | Стадион                  | Соперник  | Результат | Голы Роули     | Турнир                     |
| - | -------------- | ------------------------ | --------- | --------- | -------------- | -------------------------- |
| 1 | 2 декабря 1948 | «Хайбери», Лондон        | Швейцария | 6:0       | 55′            | Товарищеский матч          |
| 2 | 13 мая 1949    | «Росунда», Стокгольм     | Швеция    | 1:3       |                | Товарищеский матч          |
| 3 | 22 мая 1949    | «Коломб», Париж          | Франция   | 3:1       |                | Товарищеский матч          |
| 4 | 16 ноября 1949 | «Мейн Роуд», Манчестер   | Ирландия  | 9:2       | 5′ 46′ 55′ 58′ | Отборочные матчи ЧМ-1950   |
| 5 | 30 ноября 1949 | «Уайт Харт Лейн», Лондон | Италия    | 2:0       | 76′            | Товарищеский матч          |
| 6 | 5 апреля 1952  | «Хэмпден Парк», Глазго   | Шотландия | 2:1       |                | Домашний чемпионат 1951/52 |

Итого: 6 матчей / 6 голов; 5 побед, 1 поражение

### Матчи Роули за вторую сборную Англии
| № | Дата        | Соперник   | Счёт | Голы Роули | Соревнование      |
| - | ----------- | ---------- | ---- | ---------- | ----------------- |
| 1 | 18 мая 1949 | Нидерланды | 4:0  | 3          | Товарищеский матч |

Итого: 1 матч / 3 гола; 1 победа

## Достижения
Манчестер Юнайтед
- Чемпион Первого дивизиона: 1951/52
- Обладатель Кубка Англии: 1948
- Обладатель Суперкубка Англии: 1952
- Итого: 3 трофея

Сборная Англии
- Победитель Домашнего чемпионата Британии: 1949/50, 1951/52* (* разделённая победа)

## Статистика выступлений

### Клубная карьера
| Клуб              | Сезон            | Лига | Лига | Кубок Англии | Кубок Англии | Прочие | Прочие | Итого | Итого |
| Клуб              | Сезон            | Игры | Голы | Игры         | Голы         | Игры   | Голы   | Игры  | Голы  |
| ----------------- | ---------------- | ---- | ---- | ------------ | ------------ | ------ | ------ | ----- | ----- |
| Борнмут           | 1936/37          | 12   | 10   | 0            | 0            | 0      | 0      | 12    | 10    |
| Борнмут           | 1937/38          | 11   | 2    | 0            | 0            | 0      | 0      | 11    | 2     |
| Борнмут           | Итого            | 23   | 12   | 0            | 0            | 0      | 0      | 23    | 12    |
| Манчестер Юнайтед | 1937/38          | 25   | 9    | 4            | 0            | 0      | 0      | 29    | 9     |
| Манчестер Юнайтед | 1938/39          | 38   | 10   | 1            | 0            | 0      | 0      | 39    | 10    |
| Манчестер Юнайтед | 1942/43          | -    | -    | -            | -            | 2      | 3      | 2     | 3     |
| Манчестер Юнайтед | 1945/46          | -    | -    | 4            | 2            | 0      | 0      | 4     | 2     |
| Манчестер Юнайтед | 1946/47          | 37   | 26   | 2            | 2            | 0      | 0      | 39    | 28    |
| Манчестер Юнайтед | 1947/48          | 39   | 23   | 6            | 5            | 0      | 0      | 45    | 28    |
| Манчестер Юнайтед | 1948/49          | 39   | 20   | 8            | 9            | 1      | 1      | 48    | 30    |
| Манчестер Юнайтед | 1949/50          | 39   | 20   | 5            | 3            | 0      | 0      | 44    | 23    |
| Манчестер Юнайтед | 1950/51          | 39   | 14   | 3            | 1            | 0      | 0      | 42    | 15    |
| Манчестер Юнайтед | 1951/52          | 40   | 30   | 1            | 0            | 0      | 0      | 41    | 30    |
| Манчестер Юнайтед | 1952/53          | 26   | 11   | 4            | 3            | 3      | 4      | 33    | 18    |
| Манчестер Юнайтед | 1953/54          | 36   | 12   | 1            | 0            | 0      | 0      | 37    | 12    |
| Манчестер Юнайтед | 1954/55          | 22   | 7    | 3            | 1            | 0      | 0      | 25    | 8     |
| Манчестер Юнайтед | Итого            | 380  | 182  | 42           | 26           | 6      | 8      | 428   | 216   |
| Плимут Аргайл     | 1954/55          | 13   | 2    | 0            | 0            | 0      | 0      | 13    | 2     |
| Плимут Аргайл     | 1955/56          | 16   | 6    | 0            | 0            | 0      | 0      | 16    | 6     |
| Плимут Аргайл     | 1956/57          | 27   | 6    | 2            | 1            | 0      | 0      | 29    | 7     |
| Плимут Аргайл     | Итого            | 56   | 14   | 2            | 1            | 0      | 0      | 58    | 15    |
| Всего за карьеру  | Всего за карьеру | 459  | 208  | 44           | 27           | 6      | 8      | 509   | 243   |

### Выступления в Военной лиге
| Клуб              | Сезон            | Лига | Лига | Кубок | Кубок | Итого | Итого |
| Клуб              | Сезон            | Игры | Голы | Игры  | Голы  | Игры  | Голы  |
| ----------------- | ---------------- | ---- | ---- | ----- | ----- | ----- | ----- |
| Манчестер Юнайтед | 1939/40          | 0    | 0    | 0     | 0     | 0     | 0     |
| Манчестер Юнайтед | 1940/41          | 11   | 17   | 2     | 2     | 13    | 19    |
| Манчестер Юнайтед | 1941/42          | 23   | 42   | 0     | 0     | 23    | 42    |
| Манчестер Юнайтед | 1942/43          | 4    | 5    | 0     | 0     | 4     | 5     |
| Манчестер Юнайтед | 1943/44          | 5    | 6    | 0     | 0     | 5     | 6     |
| Манчестер Юнайтед | 1944/45          | 3    | 5    | 0     | 0     | 3     | 5     |
| Манчестер Юнайтед | 1945/46          | 28   | 20   | 0     | 0     | 28    | 20    |
| Всего за карьеру  | Всего за карьеру | 74   | 95   | 2     | 2     | 76    | 97    |

## Тренерская карьера
На протяжении пяти лет, с 1955 по 1960 годы, был главным тренером клуба «Плимут Аргайл» (первые два года продолжал сам выходить на поле). В сезоне 1958/59 помог «пилигримам» выиграть Третий дивизион и выйти во Второй дивизион. В марте 1960 года покинул «Плимут Аргайл».
С июня 1960 по май 1963 года был главным тренером «Олдем Атлетик». В сезоне 1962/63 вывел «Олдем» в Третий дивизион, заняв с командой 2-е место в Четвёртом дивизионе.
В сезоне 1963/64 был главным тренером амстердамского «Аякса». Затем вернулся в Великобританию, где короткое время тренировал «Рексем» и «Олдем Атлетик». В декабре 1969 года завершил тренерскую карьеру. После этого работал в почтовом отделении в Олдеме.

## Тренерская статистика
| Клуб          | Страна     | Начало работы | Завершение работы | Показатели | Показатели | Показатели | Показатели | Показатели |
| Клуб          | Страна     | Начало работы | Завершение работы | И          | В          | Н          | П          | % побед    |
| ------------- | ---------- | ------------- | ----------------- | ---------- | ---------- | ---------- | ---------- | ---------- |
| Плимут Аргайл | Англия     | февраль 1955  | март 1960         | 238        | 93         | 52         | 93         | 39,08      |
| Олдем Атлетик | Англия     | июль 1960     | май 1963          | 151        | 66         | 33         | 52         | 43,71      |
| Аякс          | Нидерланды | 1963          | 1964              | 35         | 17         | 8          | 10         | 48,57      |
| Рексем        | Англия     | январь 1966   | апрель 1967       | 58         | 19         | 22         | 17         | 32,76      |
| Олдем Атлетик | Англия     | октябрь 1968  | декабрь 1969      | 57         | 16         | 14         | 27         | 28,07      |

## Семья
Отец Джека Роули на любительском уровне играл за «Уолсолл» на позиции вратаря. Младший брат Джека, Артур Роули (1926—2002), был профессиональным футболистом. Как и старший брат, он был бомбардиром, но, в отличие от Джека, забивал не в высшем дивизионе. Артур Роули является лучшим бомбардиром в истории Футбольной лиги Англии (434 гола).